# Association sportive Trouville-Deauville-Villers
Actualités
L'AS Trouville-Deauville-Villers (ASTDV) est un club omnisports basé à Deauville (Calvados).
L'association omnisports est présidée par Didier Petit, depuis juin 2019, la section football par Alain Leverrier et Thomas Aubert.
Le club évolue à son meilleur niveau dans les années 1980 en championnat de France de 4e division pendant huit saisons. Son meilleur classement : 8e en 1983-1984.
En 2016, le club compte 600 licenciés, dont 487 pour la section football (453 licenciés pour le football en 2015, 385 en 2014, 372 en 2013).

## Historique
Le club est fondé en 1899 par Férault Larue, directeur de l'école de garçons à Trouville, avec pour conseiller technique, un Anglais, M. Balchin, stud-groom au haras de Méautis chez le baron de Rotschild. Ses joueurs portent une chemisette rayée noir et bleue avec une étoile blanche, bientôt remplacée par un maillot jaune et noir, rayé verticalement.
À partir de mai 1933, l'équipe de football joue sur le stade du Commandant-Hébert.
En 2025, l'AS Trouville-Deauville, numéro d'affiliation 58, fusionne avec l'AS Villers, numéro d'affiliation 582314, club situé à Villers-sur-Mer dont l'équipe première est reléguée en National 3, pour former l'AS Trouville-Deauville-Villers,.

## Identité du club

### Logos

Ancien logo.
Logo jusqu'en 2021.
Logo entre 2021 et 2025.
Logo depuis 2025.

## Palmarès
- 1re série Basse-Normandie (4)
  - Champion : 1905, 1911, 1913, 1920
  - Vice-champion : 1912, 1914
- DH Normandie (2)
  - Champion : 1943, 1979
- DH Basse-Normandie (1)
  - Champion : 2008
- Coupe de Normandie (2)
  - Vainqueur : 1938, 1940
- Coupe de Basse-Normandie (1)
  - Vainqueur : 2004

### Coupe de France
En 1939-1940 et en 1944-1945, l'AS Trouville-Deauville dispute les 16e de finale de la Coupe de France.
Le 19 décembre 1982, l'ASTD (D4) est éliminée au 7e tour par Amiens (D2) 1-3.
Le 15 novembre 2014, l'ASTD (DH) est éliminée au 7e tour par Le Havre AC (L2) 1-3 à Deauville devant 2 200 spectateurs.

## Bilan saison par saison
Ce tableau liste le bilan par saison de l'AS Trouville-Deauville.
| Saison    | Division | Classement             | Matches joués          | Victoires              | Nuls                   | Défaites               | Buts pour              | Buts contre            | Diff                   | Coupe de France |
| --------- | -------- | ---------------------- | ---------------------- | ---------------------- | ---------------------- | ---------------------- | ---------------------- | ---------------------- | ---------------------- | --------------- |
| 1979-1980 | D4b      | 11e                    | 26                     | 9                      | 4                      | 13                     | 27                     | 34                     | - 7                    | -               |
| 1980-1981 | D4b      | 11e                    | 26                     | 8                      | 3                      | 15                     | 35                     | 49                     | - 14                   | -               |
| 1981-1282 | D4b      | 10e                    | 26                     | 6                      | 10                     | 10                     | 27                     | 45                     | - 18                   | -               |
| 1982-1983 | D4b      | 10e                    | 26                     | 5                      | 11                     | 10                     | 37                     | 60                     | - 23                   | -               |
| 1983-1484 | D4b      | 8e                     | 26                     | 9                      | 7                      | 10                     | 32                     | 33                     | - 1                    | -               |
| 1984-1985 | D4b      | 12e                    | 26                     | 5                      | 10                     | 11                     | 27                     | 37                     | - 10                   | -               |
| 1985-1986 | D4b      | 11e                    | 26                     | 10                     | 2                      | 14                     | 30                     | 46                     | - 16                   | -               |
| 1986-1987 | D4b      | 12e                    | 26                     | 4                      | 5                      | 17                     | 16                     | 53                     | - 37                   | -               |
|           |          |                        |                        |                        |                        |                        |                        |                        |                        |                 |
| 1997-1998 | DH       | 13e                    | 26                     | 6                      | 7                      | 13                     | 38                     | 44                     | - 6                    | -               |
| 1998-1999 | -        | -                      | -                      | -                      | -                      | -                      | -                      | -                      | -                      | -               |
| 1999-2000 | -        | -                      | -                      | -                      | -                      | -                      | -                      | -                      | -                      | -               |
| 2000-2001 | -        | -                      | -                      | -                      | -                      | -                      | -                      | -                      | -                      | -               |
| 2001-2002 | DH       | 2e                     | 26                     | 14                     | 9                      | 3                      | 51                     | 27                     | + 24                   | -               |
| 2002-2003 | DH       | 10e                    | 26                     | 8                      | 10                     | 8                      | 35                     | 28                     | + 7                    | -               |
| 2003-2004 | DH       | 10e                    | 26                     | 8                      | 7                      | 11                     | 34                     | 35                     | - 1                    | -               |
| 2004-2005 | DH       | 5e                     | 26                     | 10                     | 8                      | 8                      | 40                     | 32                     | + 8                    | -               |
| 2005-2006 | DH       | 3e                     | 26                     | 12                     | 8                      | 6                      | 40                     | 28                     | + 12                   | -               |
| 2006-2007 | DH       | 9e                     | 26                     | 10                     | 5                      | 11                     | 32                     | 37                     | - 5                    | -               |
| 2007-2008 | DH       | 1er                    | 26                     | 16                     | 2                      | 8                      | 46                     | 29                     | + 17                   | -               |
| 2008-2009 | CFA2     | 15e                    | 32                     | 9                      | 7                      | 16                     | 48                     | 55                     | - 7                    | 4e tour         |
| 2009-2010 | DH       | 4e                     | 26                     | 15                     | 2                      | 9                      | 51                     | 36                     | +15                    | 2e tour         |
| 2010-2011 | DH       | 2e                     | 26                     | 17                     | 7                      | 2                      | 62                     | 25                     | + 37                   | 4e tour         |
| 2011-2012 | CFA2     | 16e                    | 30                     | 5                      | 3                      | 22                     | 36                     | 68                     | -32                    |                 |
| 2012-2013 | DH       | 5e                     | 26                     | 11                     | 9                      | 6                      | 34                     | 34                     | 0                      |                 |
| 2013-2014 | DH       | 4e                     | 26                     | 13                     | 5                      | 8                      | 47                     | 34                     | +13                    |                 |
| 2014-2015 | DH       | 8e                     | 28                     | 10                     | 7                      | 11                     | 51                     | 50                     | +1                     | 7e tour         |
| 2015-2016 | DH       | 3e                     | 26                     | 14                     | 5                      | 7                      | 43                     | 33                     | +10                    |                 |
| 2016-2017 | DH       | 6e                     | 24                     | 11                     | 3                      | 10                     | 34                     | 36                     | -2                     |                 |
| 2017-2018 | R1       | 10e                    | 22                     | 6                      | 5                      | 11                     | 24                     | 36                     | -12                    | 5e tour         |
| 2018-2019 | R1       | 8e                     | 22                     | 7                      | 6                      | 9                      | 26                     | 30                     | -4                     |                 |
| 2019-2020 | R1       | 8e                     | 13                     | 4                      | 2                      | 7                      | 18                     | 19                     | -1                     | 3e tour         |
| 2020-2021 | R1       | saison annulée (covid) | saison annulée (covid) | saison annulée (covid) | saison annulée (covid) | saison annulée (covid) | saison annulée (covid) | saison annulée (covid) | saison annulée (covid) | 2e tour         |
| 2021-2022 | R1       | 11e                    | 24                     | 5                      | 9                      | 10                     | 34                     | 35                     | -1                     | 7e tour         |
| 2022-2023 | R1       | 3e                     | 24                     | 17                     | 2                      | 5                      | 53                     | 27                     | 26                     | 2e tour         |
| 2023-2024 | R1       | 1er                    | 22                     | 13                     | 6                      | 3                      | 39                     | 24                     | 15                     | 2e tour         |
| 2024-2025 | R1       | 1er                    | 22                     | 12                     | 6                      | 4                      | 35                     | 13                     | 22                     | 5e tour         |
| 2025-2026 | N3       |                        |                        |                        |                        |                        |                        |                        |                        |                 |

- Bilan en D4 (1979-1987) : 8 saisons, 208 matches, 56 victoires, 52 nuls, 100 défaites, 231 buts pour, 357 buts contre (-126).
- Bilan en CFA2/N3 (depuis 1993) : 2 saisons, 62 matches, 14 victoires, 10 nuls, 38 défaites, 84 buts pour, 123 buts contre (-39).

## Personnalités historiques du club

### Entraîneurs
- 1946-1951 : Pierre Illiet
- 1951-1957 : François Bergeret
- 1958-1965 : Albert Mannechez
- 1965-1967 : Raymond Bellot
- 1967-1974 : Michel Perchey
- 1974-1983 : Alain Dufay
- 1983-1986 : Ladislas Lozano
- 1986-1989 : Noël Tosi
- 1989-1991 : Mo Naciri
- 1991-1993 : Alain Fresnel et Michel Perchey
- 1996-2013 : Érick Ledeux
- 2013-2016 : Antoine Husson
- 2016-2017 : Érick Ledeux
- 2017-2017 : Anthony Guyard[13]
- 2018-2020 : Thomas Leclerc[14]
- 2020-2022 : Jamal El Gabbhar[15].
- 2022-2024 : Alexis Bertin[16]
- 2024-(en cours) : Cedric Hoarau[17]

### Joueurs
- Michel Perchey (1934), professionnel à Nîmes
- Arnaud Larue (1965), international junior, professionnel au FC Rouen